# Psilogramma hauensteini
Psilogramma hauensteini là một loài bướm đêm thuộc họ Sphingidae. Loài này có ở Quý Châu ở Trung Quốc.